# Comptabilité nationale
 (juillet 2009).
Si vous disposez d'ouvrages ou d'articles de référence ou si vous connaissez des sites web de qualité traitant du thème abordé ici, merci de compléter l'article en donnant les références utiles à sa vérifiabilité et en les liant à la section « Notes et références ».
La comptabilité nationale est une représentation schématique et quantifiée de l'activité économique d'un pays. Elle consiste en une mesure des flux monétaires représentatifs de l'économie d'un pays pendant une période donnée, en principe une année, et les regroupe dans des totaux nommés agrégats, dans un but analytique direct. La comptabilité nationale prend en compte de nombreux indicateurs macroéconomiques, dont le plus important est le PIB (produit intérieur brut), qui correspond à la somme des valeurs ajoutées — auxquels il faut ajouter les impôts nets des subventions sur les produits — des biens et services produits dans un pays donné au cours d'une année. La comptabilité nationale prend en compte de nombreuses informations, contenues dans les documents comptables des entreprises d'une part, mais aussi dans les rapports des institutions administratives. La comptabilité nationale classe ainsi les différents agents économiques en catégories, les secteurs institutionnels, afin de recenser au mieux les différentes informations relatives à l'économie.
Les premiers systèmes de comptabilité nationale datent de la Seconde Guerre mondiale, tout d'abord avec l'économiste britannique Keynes qui développe dès 1941 des instruments de mesure de l'économie, puis avec Jan Tinbergen et Wassily Leontief, considérés comme les véritables inventeurs de la comptabilité nationale. La comptabilité nationale s'est ensuite répandue dans la plupart des pays développés. Ainsi, dans le cadre du système monétaire européen (SME), les systèmes de comptes nationaux ont été harmonisés autour de normes communes, et les États européens utilisent le même plan comptable : le SEC (système européen de comptabilité).

## Histoire
La comptabilité nationale est née de la volonté des États d'intervenir dans une régulation conjoncturelle de l'économie. Selon un article du Figaro en 2009, « l'invention de la comptabilité nationale a été une réponse à la Grande Dépression des années 1930. On ne disposait à l'époque d'aucune statistique générale, en dehors des cours boursiers ou des données de production établies plus ou moins bien par les professions. Dès 1932, avant même l'élection de Roosevelt et le New Deal, le Congrès américain avait demandé à l'économiste Simon Kuznets (couronné par le Prix Nobel en 1971) d'estimer le recul de l'activité globale. Il s'est alors avéré qu'elle avait chuté de 40 % entre 1929 et 1932. »
Le premier vrai système de comptabilité nationale fut créé par John Maynard Keynes (qui dirigeait alors la délégation britannique chargée de rédiger les accords de Bretton Woods) en 1941 à la suite de la demande du parlement de Grande-Bretagne. Les collaborateurs de Keynes élaborèrent une série de tableaux illustrant les ressources produites et leur utilisation sous forme de consommation, dépenses publiques, subventions et investissements. En outre, les travaux menés par l'américain Wassily Leontief (« Prix Nobel » d'économie en 1973) et le néerlandais Jan Tinbergen, « Prix Nobel » d'économie en 1969 ont permis de développer des analyses plus proches de celles que nous connaissons aujourd'hui.
Les travaux de Richard Stone et de Simon Kuznets sont à l'origine de ce que l'on a baptisé un « modèle normalisé de la comptabilité nationale ».
En ce qui concerne les tableaux de synthèse, en particulier le tableau entrées-sorties (TES) le précurseur fut l'économiste d'origine russe naturalisé américain Wassily Leontief.
En France, François Quesnay, chef de file de l'école physiocratique, apparaît comme le premier à avoir élaboré un modèle dynamique, en 1758, pour représenter, à une échelle macroéconomique, la comptabilité nationale dans son ensemble. Au xixe siècle, plusieurs économistes ou hommes politiques s'efforcent de quantifier l'activité économique : Lesur dresse un bilan économique de la France en 1817 et y évalue la somme des revenus à cinq milliards ; en 1819, Jean-Antoine Chaptal estime la valeur de la production agricole et manufacturière en s’appuyant sur les données statistiques des préfectures et du cadastre. Des économistes comme François Perroux (également auteur de la théorie des « pôles de croissance ») ont les premiers établi des modèles modernes de comptabilité nationale sous le régime de Vichy et à la Libération. Selon une étude sur le sujet, « ces pionniers aux vues anticipatrices élaborent des outils statistiques et amorcent la réflexion sur la comptabilité nationale, à partir de la fin des années trente, puis pendant l'occupation. Ces économistes non traditionnels (Jean Fourastié) et ces statisticiens de l'Insee (André Vincent, Jacques Dumontier) se joignent ensuite à l'équipe de Jean Monnet à partir de 1945 ».

## Objectifs
La comptabilité nationale a deux vocations principales : modéliser et étudier l'activité économique d'un pays donné pendant une durée précise d'une part, et prévoir l'évolution d'une conjoncture d'autre part. Elle peut ainsi être un outil de prévision pour aider un gouvernement à trouver des solutions ou à relancer la consommation par exemple. Les comptes nationaux sont publiés par trimestre ou par année.
La comptabilité nationale est ex-post, elle s'effectue une fois l'année écoulée. Elle se mesure à prix constants, c'est-à-dire qu'elle ne tient pas compte de l'inflation.
L'information la plus connue utilisée par la comptabilité nationale est le PIB (Produit intérieur brut). Le PIB est un indicateur macroéconomique nommé agrégat, c’est-à-dire une grandeur globale qui mesure l'activité économique. Il est possible de proposer trois approches du PIB, cependant, on le considère la plupart du temps comme la somme des valeurs ajoutées produites par l'ensemble des unités résidentes, c’est-à-dire les agents économiques effectivement présents sur le territoire pendant au moins 183 jours sur une année.
Le PIB a ainsi une triple optique basée sur les grands principes de la comptabilité nationale :
- la production : PIB = somme des VAB + IP - SUBV. L'approche par la production, met ainsi en relation la somme des valeurs ajoutées brutes, l'impôt sur la production ainsi que les différentes subventions ;
- la formation de revenu : PIB = RS + EBE + RMB - SUBV + IP, avec RS la rémunération des salariés, EBE l'Excédent brut d'exploitation, RMB les revenus mixtes bruts, SUBV les subventions et IP les impôts sur la production (liés à la production et aux importations) ;
- la demande : PIB = CF + FBCF + (X-M), avec CF la consommation finale, FBCF la formation brute de capital fixe (l'investissement), X les exportations et M les importations.

Le PIB (Produit intérieur brut) ne doit pas être confondu avec le PNB (produit national brut) qui est la somme des revenus primaires reçus effectivement par les agents économiques d'une même nationalité, qu'ils soient situés sur le territoire ou non. On a ainsi la relation PNB = PIB + revenus des facteurs en provenance de l'extérieur - revenus des facteurs versés à l'extérieur.

## Unités et secteurs institutionnels
Les différents agents économiques sont regroupés dans différentes branches baptisées unités institutionnelles. Elles constituent les unités de base de la comptabilité nationale.
Une unité institutionnelle est un centre de décision autonome pouvant être une personne (ou plusieurs) physique, les économistes disent alors qu'il s'agit d'un ménage, ou une personne morale, c'est-à-dire une entreprise, une administration publique ou une association. Elles sont susceptibles de posséder elles-mêmes des actifs, de souscrire des engagements, de s'engager dans des activités économiques et de réaliser des opérations avec d'autres unités.
Ces unités institutionnelles doivent exercer des opérations économiques pendant un an au moins sur le territoire national pour être comptabilisées dans les secteurs institutionnels. Ce territoire est, si on prend l'exemple de la France, la métropole et les départements d'outre-mer, les enclaves territoriales françaises hors du territoire, l'espace aérien, les eaux territoriales et les espaces qui regroupent des ressources appartenant à la France. En revanche, les enclaves étrangères, à l'image de consulats et ambassades présents sur le sol français, ne sont pas considérées comme des unités résidentes.
Les unités institutionnelles ayant la même activité principale et la même source principale de revenu sont regroupées en cinq secteurs institutionnels.
On distingue cinq secteurs institutionnels résidents :
- les ménages ;
- les sociétés non financières (SNF) ;
- les sociétés financières (SF) ;
- les administrations publiques (APU) ;
- les institutions sans but lucratif au service des ménages (ISBLSM).

L'ensemble des unités non-résidentes, dans la mesure où elles entretiennent des relations économiques avec des unités résidentes, sont regroupées dans une catégorie appelée reste du monde, parfois baptisée catégorie « plus-un ».

### Les ménages
La fonction principale des ménages est la consommation à partir de ressources principales obtenues de deux manières :
- d'une part par la rémunération des facteurs de production, à savoir le travail, la terre, le capital ;
- d'autre part, par les transferts effectués par d'autres secteurs institutionnels à destination des ménages.

Au sein des ménages, on peut distinguer :
- le ménage « ordinaire » ou « pur », à savoir un ensemble de personnes vivant dans un logement ;
- le ménage « collectif » qui est constitué par les populations des maisons de retraite, des foyers de travailleurs, etc.

On retrouve également dans ce secteur les entreprises individuelles qui sont des unités économiques dont la fonction principale est la production de biens et services pour leur usage final propre. On retrouve ainsi dans cette catégorie les agriculteurs, les artisans, les professions libérales, les petits commerçants, etc.

### Les sociétés non financières
Les sociétés non financières (SNF) regroupent l'ensemble des sociétés et quasi-sociétés dont la fonction principale est de produire des biens et services marchands, c'est-à-dire dont le prix de vente couvre au moins 50 % du coût de production.
Les ressources des sociétés et quasi-sociétés non financières sont le résultat de la production et des éventuelles subventions versées par les administrations publiques (collectivités locales).
La CN classe actuellement les SNF en trois catégories, selon le contrôle :
1. Les SNF sous contrôle public, c'est-à-dire sous le contrôle de l'État : la SNCF, la RATP… ;
2. Les SNF sous contrôle privé national : Bouygues, Total… ;
3. Les SNF sous contrôle privé étranger : Google France, Toyota France…

### Les sociétés financières
Les sociétés financières (ou SF) sont constituées par l'ensemble des sociétés et quasi-sociétés dont la principale fonction est d'offrir des services d’intermédiation financière et/ou d'exercer des activités financières auxiliaires. Leurs ressources sont des fonds provenant des engagements financiers.
Cinq sous-secteurs institutionnels constituent le secteur institutionnel des sociétés financières :
1. Les banques centrales ;
2. Les autres institutions financières monétaires (la compatibilité nationale y exclut par convention les sociétés d'assurance et les fonds de pension) ;
3. Les intermédiaires financiers ;
4. Les auxiliaires financiers ;
5. Les sociétés d’assurance et les fonds de pension.

### Les administrations publiques
Les administrations publiques sont regroupées sous le sigle APU. La fonction principale de ces unités institutionnelles est de produire des services non marchands et/ou d'effectuer des opérations de redistribution des revenus ou du patrimoine national. Elles tirent la majeure partie de leurs ressources de contributions obligatoires (impôts).
En France, les administrations publiques (APU) se regroupent en trois sous-secteurs :
1. Les APU centrales (APUC) : composées de l'État et des organismes divers APUC (ODAC) ; les universités, le CNRS, l'ANPE… ;
2. Les APU locales (APUL) : régions, départements, communes + OAL (régie de transport municipal, chambre de commerce…) ;
3. Les ASSO (Administration de sécurité sociale) : unités qui distribuent des prestations sociales à partir de cotisations sociales obligatoires + ODASS ; les ressources proviennent des assurances sociales (ex. : hôpitaux publics).

### Les institutions sans but lucratif au service des ménages
Les institutions sans but lucratif au service des ménages (ISBLSM) regroupent diverses structures dont certaines associations (ex. : association de consommateurs, parti politique, syndicat, Église, organisme de charité, etc.). Leurs points communs sont que, d'une part, elles produisent des services pour les ménages, d'autre part, elles sont financées par des cotisations volontaires et parfois par la vente de biens et services marchands, mais dont le but n'est pas d'en tirer de bénéfice.
D'un point de vue économique et du fait de la façon dont la comptabilité nationale les prend en compte, les ISBLSM affichent un rôle négligeable ; il en résulte que dans les statistiques globales, leur consommation est ajoutée à celle des ménages. La majorité des organismes à but non lucratif, qui regroupent l'ensemble des entreprises de l'économie sociale, n'est cependant pas regroupée dans cette catégorie des ISBLSM, ce qui contribue à minorer leur importance. Les différentes études menées situent l'importance de l'ensemble du secteur non lucratif (ISBLSM et économie sociale) à environ 10 % des emplois en France.

### Le reste du monde
Ce n'est pas un secteur institutionnel et à ce titre on le qualifie parfois de faux secteur, dans la mesure où les opérations ne sont pas décomposées en distinguant des catégories d'agents : il n'y a pas de compte des ménages ou des SNF du reste du monde. Ce secteur « plus un » regroupe ainsi les unités non résidentes qui effectuent des opérations avec l'économie nationale.

## Les opérations
Les flux sont enregistrés au moment de la réalisation de l'opération. Les flux financiers sont comptabilisés en « flux nets d'acquisition d'actifs » et « flux nets d'engagements contractuels » alors que les autres flux le sont en « emplois » et « ressources ».

### Les opérations sur biens et services
Il s'agit de l'ensemble des opérations qui concernent la création et l'utilisation des biens et des services.
Parmi elles on distingue :
- La production, qui a évolué dans le temps; les entreprises y jouent un rôle majeur, mais les ménages ainsi que les administrations sont eux aussi considérés comme des producteurs ;
- La consommation ;
- La formation brute de capital fixe — FBCF — (c'est-à-dire l'investissement) ;
- Les opérations avec l'extérieur (c'est-à-dire les importations et les exportations de biens et de services). Ces opérations sont regroupées dans le TRE (tableau des ressources et des emplois).

### Les opérations de répartition
Ce sont les opérations par lesquelles la valeur ajoutée créée par la production est distribuée entre les salariés, les propriétaires d'entreprises et les administrations publiques, puis redistribuée du fait de l'action des administrations publiques (versements d'allocations financées par des prélèvements…).
Pour simplifier on peut considérer ici la valeur ajoutée (VA) comme l'ensemble des richesses créées.
```
VA = P - CI : 
Production
 - 
Consommations Intermédiaires
```

Un indicateur, le taux de marge, résume pour l'essentiel la répartition des richesses créées entre les salariés et les propriétaires d'entreprises. Il mesure la part des profits des entreprises (EBE, excédent brut d'exploitation) dans la VA : taux de marge = EBE / VA x 100. Comme la valeur ajoutée se répartit principalement entre salaires et profits, à une hausse du taux de marge correspond une baisse de la part des richesses créées qui revient aux salariés, et une hausse de celle qui revient aux propriétaires des moyens de production (capital).
Ces opérations sont regroupées dans le TCEI (tableau des comptes économiques intégrés).

### Les opérations financières
Les opérations financières représentent les engagements pris par les agents économiques les uns envers les autres, en contrepartie de monnaie ou de produits. Par exemple les prêts faits par certains représentent des emprunts pour les autres. La comptabilité nationale retrace ces opérations entre les principaux secteurs institutionnels dans le cadre du TOF « tableau des opérations financières ».

## Les comptes intégrés
(Cette partie de l'article fait la liste des principaux comptes. C'est une ébauche à compléter car chacun d'eux reste à présenter).

### Les comptes d'opérations courantes

#### Le compte de production
```

  

    

      

        
P

        
−

        
C

        
I

        
=

        
V

        
A

      

    

    
{\displaystyle P-CI=VA}

  

```

Le compte de production décrit les flux qui composent le processus de production à savoir les consommations intermédiaires qui sont des opérations sur biens et services : son solde est la valeur ajoutée ou la richesse créée.

#### Le compte d'exploitation
- EBE (excédentaire brut d'exploitation) = Valeur Ajoutée - Salaires - Impôt (production) + Subvention (exploitation)

ou
- EBE= PIB - Salaires - Impôts (production + produit) + Subvention (exploitation + produit)

#### Le compte d'affectation des revenus primaires
- EBE + Revenus de la propriété reçus + revenus salariés + impôts sur la production - subventions - revenus de la propriété versés = SRP

Ce compte s'intéresse aux ressources des secteurs c'est la répartition des revenus liés directement au processus de production (revenus primaires). En emploi on a les revenus de la propriété que les secteurs versent.

#### Le compte de distribution secondaire du revenu
- Srp + Impôts sur le revenu reçus + impôts sur le patrimoine reçus + Prestations sociales reçues + Autres transferts courants reçus

+ Cotisations reçues - impôts sur le revenu versés - impôts sur le patrimoine versé - prestations sociales 

versées 

- cotisations sociales versés - autres transferts courants versés = RDB

Ce compte de répartition des revenus secondaires décrit les flux entre les différents secteurs que sont les ménages et les administrations publiques. En ressource de compte les impôts et cotisations sociales sont versés aux administrations publiques. Les ménages reçoivent des prestations sociales. Les autres transferts courants sont versés à l'ensemble des secteurs. En emplois on a les impôts versés et reçus par l'ensemble des secteurs institutionnels. Les cotisations sociales sont versées par les ménages et les entreprises. Le solde obtenu est le revenu disponible brut.

#### Le compte d'utilisation du revenu disponible
{\displaystyle RDB-CF=EB}
Ce compte permet de distinguer la part du revenu disponible (RDB=revenu disponible brut) qui sera consacrée à la consommation de biens finaux (CF = consommation finale) de celle qui sera réservée à l'épargne (EB = épargne brute). Ce compte constitue en fait la charnière entre les comptes de résultat (ceux qui représentent des flux) d'une part et les comptes d'accumulation (parfois appelés comptes patrimoniaux et qui représentent des stocks). En effet c'est au départ de l'épargne que se constituent les masses capitalistiques.

### Les comptes d'accumulation

#### Le compte de capital
Emplois
+ FBCF (P51)
+ CCF
+ VS (P52)
+ OV (P53 acquis - cédés)
+ AF (NP1 + NP2 acquis - cédés)
Ressources
+ EB(B8) [solde précédent]
+ TC(D9 reçu - D9 versé)
Solde : Capacité/Besoin de financement (B9A)
FBCF : Formation Brute de Capital Fixe

#### Le compte financier
le compte financier mesure la variation de l'actif et le passif financier du secteur institutionnel et du reste du monde.

### Le compte de patrimoine
Il permet d'évaluer le patrimoine financier des secteurs institutionnels, en dressant un état de la valeur des actifs détenus et des engagements contractés (passif) à un moment donné. Cette opération a souvent lieu au 31 décembre de l'année.

## Les tableaux de synthèse

### Le tableau économique d'ensemble (TEE)
Le TEE est un tableau de synthèse qui donne une présentation simultanée des comptes de flux des secteurs institutionnels et des comptes d'opérations. Il rassemble les opérations économiques et financières de l'économie nationale pour une année donnée. Le TEE permet ainsi de mesurer les résultats économiques globaux, la contribution de chaque secteur institutionnel à ces résultats, ainsi que l'importance des relations entre l'économie nationale et le reste du monde. Il constitue également un outil très important pour la prévision économique.
La comptabilité nationale utilise le « tableau économique d’ensemble » (TEE) qui rassemble l’origine et l’utilisation des ressources de chaque secteur (sociétés non financières, instituts de crédit, entreprises d’assurance, administrations publiques, administrations privées, ménages et reste du monde).
Il est construit en valeur d'une part, en brut, cvs (corrigé des variations saisonnières) et cjo-cvs (corrigé de l'effet des jours ouvrables et des variations saisonnières) d'autre part. Ainsi que pour le TES, les comptes du TEE ne sont pas publiés.
Le TEE se décompose en une succession de lignes et de colonnes qui aboutissent chacune à la mesure d'un solde correspondant. Chaque compte est séparé en emplois (actif) et en ressources (passif). Excepté dans le compte de production, les soldes des différents comptes sont évalués dans les comptes trimestriels tout simplement par solde.

### Le tableau entrées-sorties (TES)
Le tableau entrées-sorties distingue les branches et secteurs. La branche est constituée par l'ensemble des activités qui élaborent un produit donné. Ainsi, il y a autant de branches que de produits. Un secteur est constitué par l'ensemble des entreprises ayant la même activité principale. Le TES indique le montant de chaque produit utilisé par les diverses branches de l'économie. Il permet de retrouver l'équilibre pour chaque branche entre les emplois et les ressources. Il permet d'expliquer a posteriori et de simuler a priori les incidences d'une modification des conditions économiques générales.
La comptabilité nationale utilise le « tableau entrées-sorties » (TES) qui décrit l’équilibre des opérations sur biens et services pour toutes les branches de l’économie. On entend par branche l’ensemble des unités de production qui fabriquent un même produit. Ainsi le TES permet pour chaque branche et pour l’ensemble de l’économie, de faire ressortir un équilibre entre les emplois et les ressources de la branche. Sa structure repose sur une division par branches et par produits. Il constitue un outil utile aux comptables nationaux. Dans une perspective keynésienne, s’inspirant du tableau économique de Quesnay, le TES a été mis en évidence par l'analyse entrée-sortie de Wassily Leontief pour représenter l’ensemble des opérations des agents économiques au cours d’une période donnée.
On va donc tout d’abord rappeler l’égalité de base, puis voir la structure du TES, et enfin son utilité.

#### Rappel de l’égalité de base
Ressources=Production_(P) + Importation_(M) + Impôts_(M)
Emplois = Consommation intermédiaire (CI) + Consommation finale (CF) + FBCF + Exportations (X) + Variation des stocks (VS)
Le TES présente l’équilibre emploi/ressources : P + M = CI + CF + FBCF + X + VS
Cet équilibre est toujours vérifié dans les comptes en T.

#### La structure du TES
En ligne : répartition des produits entre les branches c’est-à-dire le volume de produits utilisés par chaque branche.
En colonne : volumes des produits nécessaires à chaque branche pour sa production.
Le total des ressources de chaque branche est égal au total des emplois des produits correspondants.
Le TES se compose :

d'un tableau des emplois intermédiaires
d'un tableau des emplois finaux
d'un tableau des comptes de production
d'un tableau total des ressources

#### L’utilité du TES
Le TES donne une représentation cohérente de la production nationale et permet de représenter les branches qui contribuent le plus à la production nationale. Il permet de faire apparaître le degré d’indépendance des branches en faisant le calcul : (Total des consommations intermédiaires de branche/Production de la branche)*100
Ainsi, toute modification de la production dans une branche entraîne des répercussions dans les autres branches.
Le TES est aussi un instrument de prévision économique. On peut calculer des coefficients techniques : (Consommation intermédiaire en produit x / Production de la branche y)*100.
L’ensemble des coefficients techniques donne une matrice sur laquelle on peut baser des prévisions relativement fiables à court terme. Il est notamment possible de prévoir :
- l’effet d’entraînement d’une branche sur les autres ;
- les conséquences sur les branches d’une augmentation globale de la production, des exportations, de la consommation des ménages… ;
- les conséquences de l’interdépendance des branches (goulets d’étranglement).

On peut bien entendu critiquer la difficulté de construction d’un tel tableau pour une économie nationale, ainsi que les erreurs de mesure des grandeurs économiques qu’il renferme.
Le TES peut servir de base à la construction d'une matrice de comptabilité sociale, entrée utile pour un modèle d'équilibre général calculable.
Abréviations :
- P : production ;
- M : importation ;
- C : consommation ;
- CI : consommation intermédiaire ;
- CF : consommation finale ;
- FBCF : formation brute de capital fixe ;
- X : exportation ;
- VS : variation des stocks.

### Le tableau des opérations financières (TOF)
Le TOF réunit l'ensemble des statistiques financières relatives aux secteurs institutionnels (SI) et permet d'analyser les aspects financiers de l'économie.
En dépit de leur taille et de la masse d'informations qu'ils contiennent, ces tableaux sont d'une structure très simple et leur lecture est assez facile et posée.

## Exemples de documents comptables nationaux
- Comptes nationaux et régionaux de la Belgique publiés par la BNB
- Comptes économiques et financier du Canada
- Comptes nationaux de la France
- Balance des paiements de la France en 2002
- Comptes économiques du Québec

## Vérification des comptes nationaux
Des organismes spécialisés sont chargés de vérifier les comptes nationaux : les Cours des comptes.
En France, la loi organique relative aux lois de finances (LOLF), promulguée en août 2001 et mise en œuvre depuis le 1er janvier 2006, modifie en profondeur les finances publiques.
.
La comptabilité nationale est assujettie à un principe de sincérité.
Le rapport de la Cour des comptes de juin 2006 fait état de manques de précisions dans le système français de comptabilité nationale :

« II ne comprend pas les passifs implicites ; il ignore bon nombre d'actifs ayant une utilité sociale, mais qui ne sont pas valorisés faute d'une valeur marchande de référence ; peu d'actifs incorporels sont recensés ; enfin, il se fonde sur une notion d'actif restrictive, excluant la plus grande partie du capital immatériel – éducation, recherche, santé. »

## Comptabilité nationale etdéveloppement durable
La comptabilité nationale a été conçue dans les années de reconstruction qui ont suivi la Seconde Guerre mondiale. Il fallait vérifier que le pays retrouvait le niveau de production d'avant guerre, puis qu'il rattrapait celui de l'Amérique. L'attention était focalisée sur le quantitatif, et les contraintes environnementales étaient ignorées.
Ainsi conçu, et rigidifié par les institutions de la comptabilité nationale, le PIB ne serait pas adapté à l'économie actuelle, dont le but est différent : par exemple, la Commission Stiglitz créée par le président Sarkozy visait à traiter cette problématique.
Concevoir la comptabilité nationale qui répondrait à des objectifs de développement durable suppose un gros effort intellectuel.
Du point de vue environnemental, la comptabilité nationale tient compte actuellement de la consommation de ressources naturelles en tant que consommations intermédiaires.

#### Normalisation
- Économétrie
- Comptabilité
- Plan comptable

#### Mesure économique
- Produit intérieur brut
- Taux d'investissement
- Formation brute de capital fixe

#### Belgique
- Statbel
- Budget fédéral de Belgique
- Banque nationale de Belgique
- Bureau fédéral du Plan
- Cour des comptes (Belgique)

#### France
- Insee
- Budget de l'État français
- Cour des comptes (France)